# Grand Prix Formule 1 van San Marino
De Grand Prix van San Marino was een race uit het Formule 1-kampioenschap die zonder onderbreking van 1981 tot 2006 gehouden werd. De grand prix werd gereden op de Autodromo Enzo e Dino Ferrari in de Italiaanse stad Imola en was naast de Grand Prix van Italië een van de twee Italiaanse grands prix die jaarlijks op de kalender stond. De grand prix werd genoemd naar de dwergstaat San Marino, dat op een kleine 100 km van Imola ligt.
De grand prix van 1994 was een van de meest dramatische uit de recente Formule 1 geschiedenis. Tijdens de vrije trainingen op vrijdag had Rubens Barrichello een zware crash waardoor hij een tijd bewusteloos was, maar hij kon de volgende grand prix weer aan de slag. Tijdens de kwalificatieritten op zaterdag was er de zware crash van Roland Ratzenberger, die de klap niet overleefde. Drievoudig wereldkampioen Ayrton Senna vertrok in zijn Williams vanaf poleposition op zondag. Tijdens de start van de race was er een ongeval waardoor de safety car werd ingezet. Bij de herstart van de race ging Senna van de baan in de Tamburello bocht. Ook hij overleefde het ongeval niet.
Op 29 augustus 2006 werd aangekondigd dat de race van 2007 van de kalender werd gehaald om plaats te maken voor de Grand Prix van België. Sindsdien is de Grand Prix van San Marino van de F1-kalender verdwenen.

## Winnaars van de Grands Prix

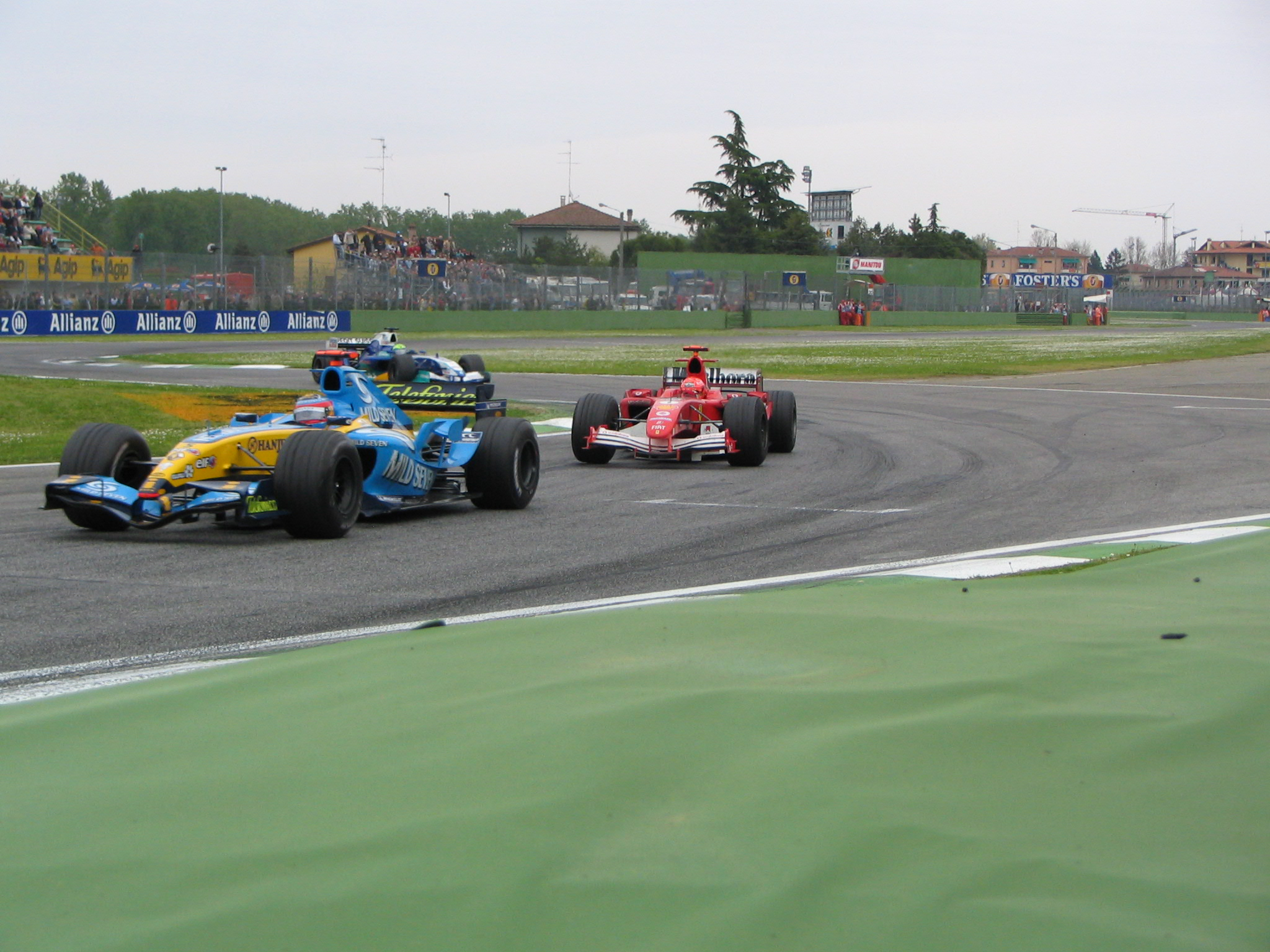
Fernando Alonso en Michael Schumacher tijdens de grand prix van 2005.

| Jaar | Coureur               | Constructeur     |
| ---- | --------------------- | ---------------- |
| 2006 | Michael Schumacher    | Ferrari          |
| 2005 | Fernando Alonso       | Renault          |
| 2004 | Michael Schumacher    | Ferrari          |
| 2003 | Michael Schumacher    | Ferrari          |
| 2002 | Michael Schumacher    | Ferrari          |
| 2001 | Ralf Schumacher       | Williams-BMW     |
| 2000 | Michael Schumacher    | Ferrari          |
| 1999 | Michael Schumacher    | Ferrari          |
| 1998 | David Coulthard       | McLaren-Mercedes |
| 1997 | Heinz-Harald Frentzen | Williams-Renault |
| 1996 | Damon Hill            | Williams-Renault |
| 1995 | Damon Hill            | Williams-Renault |
| 1994 | Michael Schumacher    | Benetton-Ford    |
| 1993 | Alain Prost           | Williams-Renault |
| 1992 | Nigel Mansell         | Williams-Renault |
| 1991 | Ayrton Senna          | McLaren-Honda    |
| 1990 | Riccardo Patrese      | Williams-Renault |
| 1989 | Ayrton Senna          | McLaren-Honda    |
| 1988 | Ayrton Senna          | McLaren-Honda    |
| 1987 | Nigel Mansell         | Williams-Honda   |
| 1986 | Alain Prost           | McLaren-TAG      |
| 1985 | Elio de Angelis       | Lotus-Renault    |
| 1984 | Alain Prost           | McLaren-TAG      |
| 1983 | Patrick Tambay        | Ferrari          |
| 1982 | Didier Pironi         | Ferrari          |
| 1981 | Nelson Piquet         | Brabham-Ford     |

1981 · 1982 · 1983 · 1984 · 1985 · 1986 · 1987 · 1988 · 1989 · 1990 · 1991 · 1992 · 1993 · 1994 · 1995 · 1996 · 1997 · 1998 · 1999 · 2000 · 2001 · 2002 · 2003 · 2004 · 2005 · 2006